# Benimasot

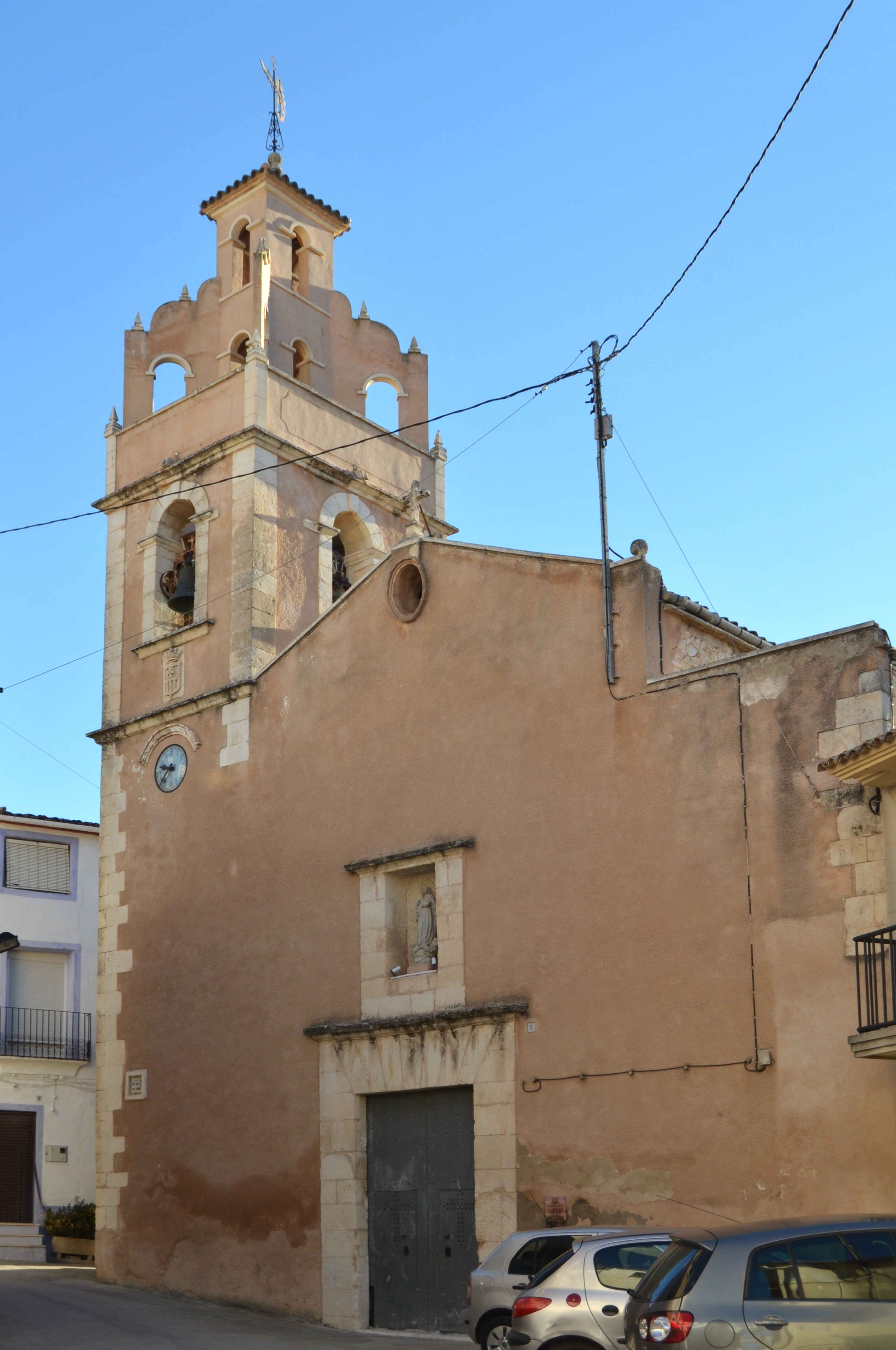
Iglesia de la Purísima Concepción

Benimasot (en valenciano y oficialmente, Benimassot) es una pequeña población de la Comunidad Valenciana, España. Situada en el norte de la provincia de Alicante, en la comarca del Condado de Cocentaina. Cuenta con una población de 96 habitantes (INE 2024).

## Geografía
Situada en la valle de Seta, es conocida como el balcón de la Serrella, por su privilegiada situación paisajística. El término, de 9,5 km², ofrece interesantes excursiones: las formaciones rocosas como el Tossal Blanc, el Penyal de Cantacuc, les Covetes Roges (arte rupestre). El casco urbano, al que se accede a través de un túnel, mantiene las típicas calles empinadas y con los balcones llenos de macetas con flores. 
Pegada a la falda meridional de la sierra de Almudaina. La mejor forma de acceso es siguiendo la carretera que lleva, desde Cocentaina y Gorga, hasta Castell de Castells.

### Localidades limítrofes
Su término municipal limita con los de Balones, Cuatretondeta, Tollos, Facheca, Planes y Valle de Alcalá.

## Historia
Población de origen musulmán. En el 1602 está constituida por 18 familias de moriscos. Sufre continuas cesiones de propiedad. Perteneció al almirante Roger de Lauria, y más tarde al conde de Terranova. Posteriormente pasó a la Corona de Aragón, regida entonces por Pedro IV el Ceremonioso; éste la dona a su hijo Martín I de Aragón y, por herencia, pasa a ser propietario su nieto, Fadrique de Luna. Posteriormente fue recuperada de nuevo por la Corona por Alfonso el Magnánimo. También perteneció a los Cardona, marqueses de Guadalest, y fue señorío de Ariza.
En 1874 tuvo lugar un hecho singular cuando los habitantes del pueblo, que se encontraban en la iglesia, fueron atracados por unos bandoleros.

## Geografía humana

### Demografía
Cuenta con una población de 96 habitantes (INE 2024).
| Gráfica de evolución demográfica de Benimasot entre 1842 y 2021 |
| |
| Población de derecho según los censos de población del INE Población de hecho según los censos de población del INEEn estos censos se denominaba Benimasot: 1842, 1857, 1860, 1877, 1887, 1897, 1900, 1910, 1920, 1930, 1940, 1950, 1960, 1970, 1981 y 1991 |

### Economía
La economía se centra exclusivamente en el sector primario, es decir, en la agricultura.

## Política
|                                               |         |                          |       |         |            |            |
| Elecciones municipales del 24 de mayo de 2015 |         |                          |       |         |            |            |
| Partido                                       | Partido | Candidato                | Votos | Votos   | Concejales | Concejales |
| Partido Socialista del País Valenciano-PSOE   |         | Remedios Oltra Ferrándiz | 57    | 86,36 % | 5          | 0          |
| Fuente: Ministerio del Interior (España).     |         |                          |       |         |            |            |

| Periodo   | Nombre                      | Partido   |
| --------- | --------------------------- | --------- |
| 1979-1983 | Santiago Calabuig Tarraso   | UCD       |
| 1983-1987 | Francisco Gilabert Gilabert | AP        |
| 1987-1991 | Francisco Gilabert Gilabert | AP        |
| 1991-1995 | Francisco Gilabert Gilabert | PP        |
| 1995-1999 | Francisco Gilabert Gilabert | PP        |
| 1999-2003 | Enrique Cantó               | PP        |
| 2003-2007 | Rafael Cano Doménech        | PSPV-PSOE |
| 2007-2011 | Rafael Cano Doménech        | PSPV-PSOE |
| 2011-2015 | Rafael Cano Doménech        | PSPV-PSOE |
| 2015-2019 | Remedios Oltra Ferrándiz    | PSPV-PSOE |
| 2019-2023 | Ismael Molinés García       | PP        |

## Monumentos y lugares de interés
En cuanto a Patrimonio cabe destacar la iglesia de la Purísima Concepción, del siglo XVII.

## Fiestas locales
- Fiestas patronales. Se celebran durante la segunda quincena de agosto en honor a la Purísima Concepción.

## Gastronomía
De la gastronomía de Benimasot destacan la "olla en pilotes de dacsa", "arròs al forn" y "coquetes fregides".